# Liste der Nummer-eins-Hits in Norwegen (1970)
Diese Liste enthält alle Nummer-eins-Hits in Norwegen im Jahr 1970. Es gab in diesem Jahr zehn Nummer-eins-Singles und vier Nummer-eins-Alben.
| Singles | Alben |
| --- | --- |
| - The Archies – Sugar Sugar - 10 Wochen (48/1969 – 5/1970) - B. J. Thomas – Raindrops Keep Fallin' On My Head - 4 Wochen (6/1970 – 9/1970) - Stevie Wonder – Yester-Me, Yester-You, Yesterday - 5 Wochen (10/1970 – 14/1970) - The Beatles – Let It Be - 5 Wochen (15/1970 – 19/1970) - Frijid Pink – House Of The Rising Sun - 7 Wochen (20/1970 – 26/1970) - Christie – Yellow River - 3 Wochen (27/1970 – 29/1970) - Mungo Jerry – In the Summertime - 7 Wochen (30/1970 – 36/1970) - Beach Boys – Cotton Fields - 3 Wochen (37/1970 – 39/1970) - Anita Hegerland – En sån dag / Mitt sommarlov - 3 Wochen (40/1970 – 42/1970) - Creedence Clearwater Revival – Lookin' Out My Back Door - 4 Wochen (43/1970 – 46/1970) - Gro Anita Schønn – En enkel sang om frihet - 8 Wochen (47/1970 – 1/1971) | - The Beatles – Abbey Road - 25 Wochen (42/1969 – 14/1970) - Simon & Garfunkel – Bridge over Troubled Water - 5 Wochen (15/1970 – 19/1970, insgesamt 17 Wochen) - The Beatles – Let It Be - 5 Wochen (20/1970 – 24/1970, insgesamt 6 Wochen) - Simon & Garfunkel – Bridge Over Troubled Water - 1 Woche (25/1970, insgesamt 17 Wochen) - The Beatles – Let It Be - 1 Woche (26/1970, insgesamt 6 Wochen) - Simon & Garfunkel – Bridge Over Troubled Water - 7 Wochen (27/1970 – 33/1970, insgesamt 17 Wochen) - Creedence Clearwater Revival – Cosmo's Factory - 18 Wochen (34/1970 – 51/1970) - Simon & Garfunkel – Bridge Over Troubled Water - 4 Wochen (52/1970 – 2/1971, insgesamt 17 Wochen) |
| | |

Siehe auch: Nummer-eins-Hits 1970 in  Australien, Belgien, Deutschland, Finnland, Frankreich, Irland, Italien, Japan, Kanada, Neuseeland, den Niederlanden, Österreich, der Schweiz, Spanien, den Vereinigten Staaten und im Vereinigten Königreich.